# Serie A1 FIAF 1990
La Serie A1 FIAF 1990 è stato il massimo livello del campionato italiano di football americano disputato nel 1990. È stata organizzata dalla Federazione Italiana American Football.
Al campionato hanno preso parte 16 squadre, suddivise in 2 gironi.

## Regular season

### Girone A
| Pos. | Squadra          | %V   | G  | V  | N | P  | PF  | PS  |
| ---- | ---------------- | ---- | -- | -- | - | -- | --- | --- |
| 1    | Frogs Legnano    | .833 | 12 | 10 | 0 | 2  | 427 | 213 |
| 2    | Lions Bergamo    | .750 | 12 | 9  | 0 | 3  | 288 | 204 |
| 3    | Towers Bologna   | .667 | 12 | 8  | 0 | 4  | 344 | 286 |
| 4    | Condor Grosseto  | .583 | 12 | 7  | 0 | 5  | 354 | 206 |
| 5    | Giaguari Torino  | .500 | 12 | 6  | 0 | 6  | 318 | 288 |
| 6    | Baf Bologna      | .500 | 12 | 6  | 0 | 6  | 213 | 216 |
| 7    | Saints Padova    | .500 | 12 | 6  | 0 | 6  | 258 | 306 |
| 8    | Skorpions Varese | .000 | 12 | 0  | 0 | 12 | 110 | 421 |

### Girone B
| Pos. | Squadra             | %V   | G  | V  | N | P  | PF  | PS  |
| ---- | ------------------- | ---- | -- | -- | - | -- | --- | --- |
| 1    | Rhinos Milano       | .917 | 12 | 11 | 0 | 1  | 482 | 129 |
| 2    | Jets Bolzano        | .583 | 12 | 7  | 0 | 5  | 321 | 299 |
| 3    | Angels Pesaro       | .583 | 12 | 7  | 0 | 5  | 244 | 189 |
| 4    | Gladiatori Roma     | .583 | 12 | 7  | 0 | 5  | 373 | 317 |
| 5    | Panthers Parma      | .500 | 12 | 6  | 0 | 6  | 271 | 236 |
| 6    | Chiefs Ravenna      | .417 | 12 | 5  | 0 | 7  | 206 | 320 |
| 7    | Phoenix San Lazzaro | .042 | 12 | 0  | 1 | 11 | 202 | 482 |
| 8    | Seamen Milano       | .042 | 12 | 0  | 1 | 11 | 115 | 414 |

## Playoff
Accedono direttamente ai playoff le prime 3 squadre di ogni girone. Le quarte classificate disputano un turno preliminare (Wild card) contro le due migliori squadre di A2
| Wild Cards |                  |    |
|            |                  |    |
| 4A         | Condor Grosseto  | 34 |
| A2         | Pharaones Milano | 35 |
|            |                  |    |
| 4B         | Gladiatori Roma  | 27 |
| A2         | Grifoni Perugia  | 12 |

|  | Quarti di finale | Quarti di finale | Quarti di finale |               |    | Semifinali    | Semifinali | Semifinali |  |  | X Superbowl | X Superbowl   | X Superbowl |
|  |                  |                  |                  |               |    |               |            |            |  |  |             |               |             |
|  | 1B               | Rhinos Milano    | 63               |               |    |               |            |            |  |  |             |               |             |
|  | WC1              | Pharaones Milano | 21               |               |    |               |            |            |  |  |             |               |             |
|  | WC1              | Pharaones Milano | 21               |               |    | Rhinos Milano | 27         |            |  |  |             |               |             |
|  |                  |                  |                  |               |    | Rhinos Milano | 27         |            |  |  |             |               |             |
|  |                  |                  | Angels Pesaro    | 0             |    |               |            |            |  |  |             |               |             |
|  | 2A               | Lions Bergamo    | Angels Pesaro    | 0             | 7  |               |            |            |  |  |             |               |             |
|  | 2A               | Lions Bergamo    |                  |               | 7  |               |            |            |  |  |             |               |             |
|  | 3B               | Angels Pesaro    | 21               |               |    |               |            |            |  |  |             |               |             |
|  |                  |                  |                  |               |    |               |            |            |  |  | 1           | Rhinos Milano | 33          |
|  |                  |                  | 2                | Frogs Legnano | 6  |               |            |            |  |  |             |               |             |
|  | 1A               | Frogs Legnano    | 42               |               |    |               |            |            |  |  |             |               |             |
|  | WC2              | Gladiatori Roma  | 24               |               |    |               |            |            |  |  |             |               |             |
|  | WC2              | Gladiatori Roma  | 24               |               |    | Frogs Legnano | 42         |            |  |  |             |               |             |
|  |                  |                  |                  |               |    | Frogs Legnano | 42         |            |  |  |             |               |             |
|  |                  |                  | Jets Bolzano     | 27            |    |               |            |            |  |  |             |               |             |
|  | 2B               | Jets Bolzano     | Jets Bolzano     | 27            | 61 |               |            |            |  |  |             |               |             |
|  | 2B               | Jets Bolzano     |                  |               | 61 |               |            |            |  |  |             |               |             |
|  | 3A               | Towers Bologna   | 43               |               |    |               |            |            |  |  |             |               |             |

### X Superbowl
Il X Superbowl italiano si è disputato sabato 21 luglio 1990 allo Stadio Romeo Neri di Rimini, ed ha visto i Rhinos Milano superare i Frogs Legnano per 33 a 6.
Il titolo di MVP della partita è stato assegnato a Fine Unga, runningback dei Rhinos.
- Rhinos Milano campioni d'Italia 1990 e qualificati all'Eurobowl 1991.